# Xiao Tang
Xiao Tang ((唐潇); Pechino, 1987) è una modella cinese, incoronata Regina continentale asiatica-oceaniana in occasione di Miss Mondo 2010, che si è tenuto il 30 ottobre 2010 a Sanya, dove si è anche classificata al quinto posto
.
Xiao Tang in precedenza aveva vinto il titolo di Miss Mondo Cina in qualità di Miss Mondo Pechino il 17 settembre 2010. In qualità di rappresentante della Cina, Xiao Tang aveva partecipato a Miss Universo. Al momento dell'incoronazione, la modella cinese si era appena laureata in linguistica.